# St. Marien (Greifenberg)

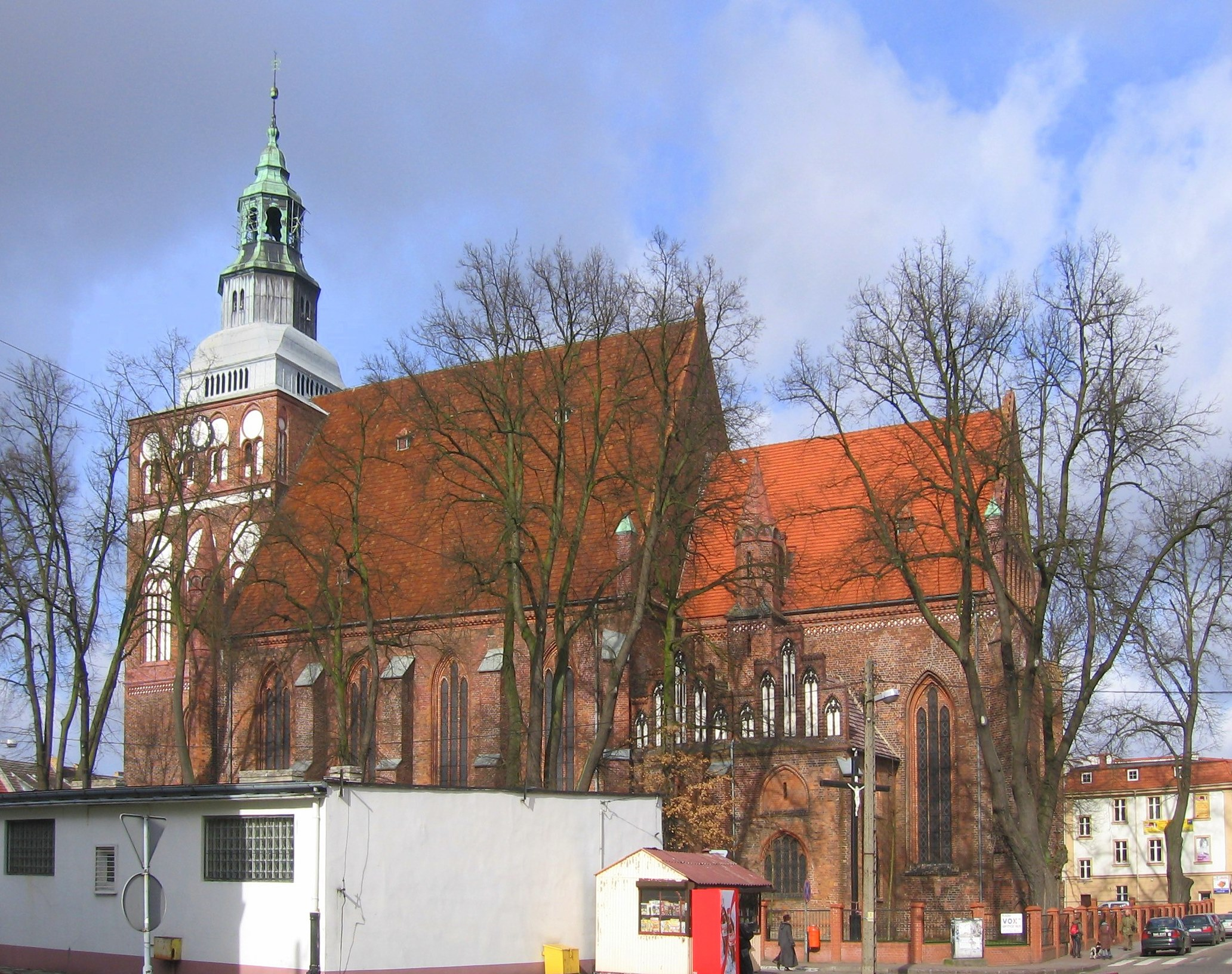
St. Marien Greifenberg

Die  römisch-katholische Kirche St. Marien (polnisch Kościół Wniebowzięcia Najświętszej Maryi Panny) in Greifenberg in Pommern, heute Gryfice in der Woiwodschaft Westpommern Polens, stammt aus der ersten Hälfte des 15. Jahrhunderts.

## Geschichte
Vermutlich wurde im ausgehenden 13. Jahrhundert mit dem Bau des Hohen Chors begonnen, das Langhaus folgte später und der Turm wohl im 14. Jahrhundert. Das mittelalterliche Aussehen lässt sich aus einer Lubinschen Zeichnung erschließen. Damals trug der Turm offenbar ein zur Achse der Kirche querstehendes Satteldach. Im Zuge der Reformation im Herzogtum Pommern wurde die Kirche 1536 evangelisch. Durch den großen Brand von 1658 wurde sie weitgehend zerstört, nur Umfassungsmauern und Arkadenpfeiler verblieben. Bis 1668 war die Kirche vollständig wiederhergestellt.
Das Äußere der Kirche wurde 1870 neugotisch umgestaltet, dann folgte 1909 bis 1913 ein umfassenden Ausbau und Dacherneuerung. Nach der Flucht und Vertreibung der deutschen Bevölkerung am Ende des Zweiten Weltkriegs wurde die Kirche von der römisch-katholischen Kirche übernommen.

## Bauwerk
Die Kirche ist eines der frühen und herausragenden Beispiele einer Hallenkirche mit einschiffig geradlinig geschlossenem Chor in der Region. Die dem Chor wie dem Langhaus seit dem Brand von 1658 fehlenden Gewölbe, von denen nur am Kämpfer bruchstückhafte Stücke erhalten sind, sind beim Ausbau von 1909 bis 1913 wieder eingezogen worden. Das Mittelschiff hat vier rechteckige Joche, während die Seitenschiffe annähernd quadratische Joche haben. Schlanke achteckige Pfeiler mit mehreckig geformten Diensten reich profilierte Arkadenbögen. Der Chor ist dreijochig. Der quadratische Turm steht in der Mittelachse im Westen. Die Chorwände sind unterhalb der Fenster durch spitzbogige Blenden gegliedert, während die Seitenschiffswände rundbogige Blenden haben. Am Langhaus ist an der Nordseite ein Plattenfries aus Rosetten, an der Südseite aus Weinblättern und Trauben.
An den vorspringenden Westecken des Langhauses stehen achtseitige Treppentürmchen ähnlich wie an der Marienkirche in Pasewalk. Der Turm, dessen Sockel aus großen behauenen Granitfindlingen hergestellt ist, hat an der Nord- und Südseite vermauerte Portale. Eigentümlich ist der auf dem Kaffgesims angeordnete Schmuck aus 10 kleinen Terrakotten, die teils menschliche Figuren darstellen. Der Schmuck der Chorstrebepfeiler ist vergleichbar mit dem der Pfarrkirche in Pyritz, während der vegetabile Fries an den Seitenschiffswänden eine sehr enge Analogie beim Chor der Stettiner Franziskanerkirche hat.

## Ausstattung
Der Barockaltar mit Figuren aus Marmor und Alabaster stammt von Meisters Stockmann. Die Kanzel ist mit Barockschnitzereien geschmückt.